# リョーユーパン
株式会社リョーユーパンは、福岡県大野城市に本社を置く製パン会社である。
英文名称は、RYOYU Co.,Ltd.で、「リョーユー」の略称が広く知られている。
菓子パンに強い為、生産数量に占める食パンの割合は約2割程度と低めとなっている。
1974年（昭和49年）の発売以来当社の売り上げ上位を維持し続けている「マンハッタン」は、九州のソウルフードとなっている。

## 歴史・概要

### 創業から糧友グループの形成へ
第2次世界大戦後に食糧公団が各地に開設したコッペパン工場の一つが唐津市にあったが倒産したため、北村政男が少年時代の奉公先であった「松尾精麦」創業者の松尾九一の出資を受け、1950年（昭和25年）5月に資本金60万円で同市にグループの母体である「唐津糧友製パン株式会社」を設立したのが始まりである。
社長には松尾九一が就任した。
1961年（昭和36年）1月には「糧友製パン株式会社」を設立して福岡市に進出した。
1964年（昭和39年）12月に「株式会社糧友」を設立し、1966年（昭和41年）には同社が東松浦郡相知町にアイスクリーム工場を開設して冷菓事業に進出した。
1967年（昭和42年）8月に「ユニオン食品工業株式会社」へ資本参加したのを皮切りに、1968年（昭和43年）に北九州市の「東和食品」、1969年（昭和44年）11月に「佐賀糧友製パン株式会社」と相次いで傘下に入れた。
1967年（昭和42年）に唐津市に本部を置く「糧友グループ事業協同組合」を設立し、本部で業務の集約化・合理化を図りつつ、各工場が独立した会社として経営意識を持った運営をさせる運営形態で「糧友グループ」を形成して事業を進めた。
その後、1979年（昭和54年）末に当時九州で当社と池田製菓・山崎製パンに次ぐ第4位だった「二葉製パン株式会社」に資本参加して子会社の「フタバベーカリー」と共に系列化し、南九州での営業基盤を一気に確保した。
こうして、1980年代初めには、「唐津糧友製パン株式会社」の他に糧友製パン・二葉製パン・糧友伊万里・糧友佐賀・糧友飯塚・糧友福岡・糧友山口の製パン企業で「糧友グループ事業協同組合」を形成していたほか、「ヤマキ事業協同組合」やヤマキ・ヤマキ製菓・ヤマキフーズ・ヤマキ石油・貝友通運・糧友・糧友商事・唐津製麵、そして、学校法人糧友学園で、糧友グループを形成していた。

### 山崎製パンの進出に対抗し、九州最大手へ
九州でのパンのシェア争いで優位に立つことを目指して大消費地である福岡市と北九州市の2大都市圏に注力するため、それまで創業の地である唐津市と佐賀県神埼郡神埼町にも分散していた管理本部を大野城市に新設した（2代目）福岡工場内に集約すると共に、営業本部も移転することで、1980年（昭和55年）8月に本社機能を事実上大野城市に移転した。
そして、国内最大手の山崎製パンの根回しが進んで同社の本格的な九州進出が秒読みに入った1982年（昭和57年）には先手を打って九州でのシェア拡大を図ることを目指し、大分県で50％ほどのシェアを持つ県内最大手の製パン会社だった山内食糧に製パン事業の譲渡を申し入れ、同年5月1日に同社の中判田工場とその製パン事業の営業権を買収し、同年9月には「糧友大分」に社名変更して吸収合併した。
その翌年の1983年（昭和58年）3月には長崎市の製パンメーカー・「東洋軒産業」の卸売部門を取得し、同年7月1日には宮崎県延岡市の「寿堂パン」と業務提携し、九州での地盤強化を図った。

### 多角化と他地域への進出
1984年（昭和59年）2月1日に鳥取県米子市の製パンメーカーの「三共堂」を吸収合併して山陰地方へ進出し、1988年（昭和63年）8月に（2代目）山口工場が竣工させ、同年11月20日にいずみ祇園店内に「グランペール」祇園店を開店して広島へ進出し、さらに1989年（平成元年）には広島県内に営業所を開設して岡山市までの山陽地区での営業エリアの拡大を進めた。
また、1986年（昭和61年）3月にオーストラリアシドニー市の「オートベーク社」と業務提携し、同年8月5日に春日市の西日本鉄道春日原駅前にオートベーク第1号店の春日原店を開店し、自動クッキー製造機による焼き立てクッキー専門店「オートベーク」のチェーン展開を開始した。
そして、この焼き立てクッキー専門店「オートベーク」を首都圏や近畿地方にも出店し、それに合わせてベーカリーや卸売パンという主力の製パン部門の首都圏や近畿地方への展開することで念願の全国展開を目指した。
そして、集客力や立地場所の人口動向などを考慮して既存の系列取引店から選定した専売契約店「スペシャル・リョーユー・ショップ（SRS）」を展開して卸売パンの販売力の強化も進めた。
こうして、昭和末期から平成初頭には九州最大の製パンメーカーとなり、中でも福岡県・佐賀県・大分県・熊本県の4県で40％以上のシェアを持つ最大手となった。

### コンビニエンスストア関連への取り組み
当社は、ローソンの九州地区の店舗へのパンの供給を受け持ってきた。
その為、ローソンが焼き立てパンを販売する「パン工房から焼きたて直送」に取り組んだ際には、北海道地区での試験販売は山崎製パンが担当し、当社は長崎での試験販売に協力している。

### アジアへの進出

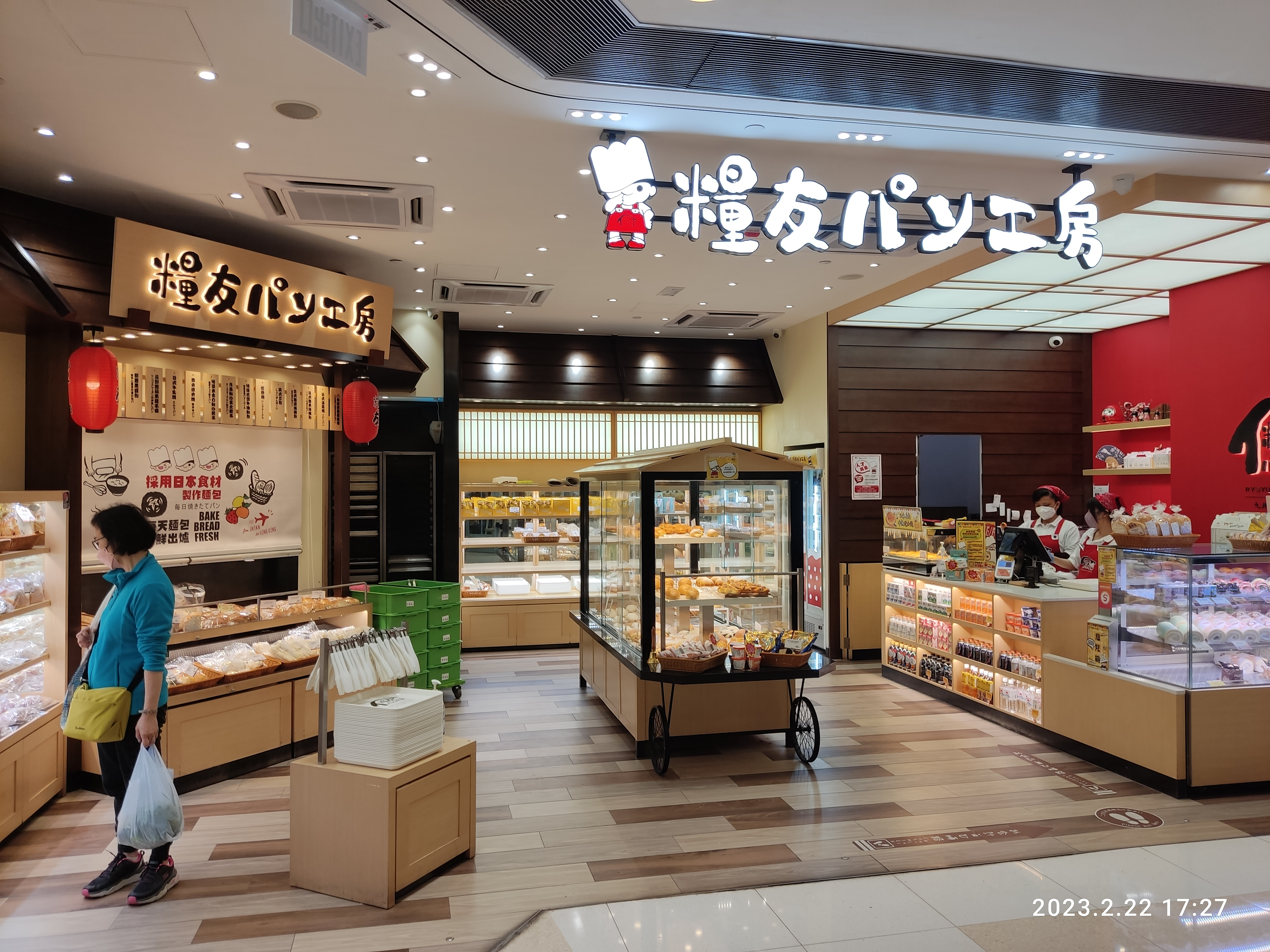
香港奧海城「糧友パン工房」

1984年（昭和59年）に「糧友麵飽有限公司(香港)」を設立し、同年9月5日に香港・キングスロードのショッピングセンター「シティ·プラザ」1階に海外進出1号店を開店して海外へも進出した。
1988年（昭和63年）8月に資本金2000万台湾ドルで100%出資子会社の「糧友麵包台湾股份有限公司」を設立し、馥園食品有限公司のベーカリー部門の台北市内にある3店舗を買収して、台湾·台北市で焼き立てパンフレッシュ·ベーカリーの3店舗を1988年（昭和63年）10月2日に開設した。
2017年（平成29年）1月15日にベトナムホーチミン市の大型ショッピングモールに「RYOYU BAKERY（リョーユー・ベーカリー）」を開店して海外出店を再開し、同年7月に双日やフィリピンの卸売企業と合弁で「ニッポン・プレミアム・ベーカリー」を設立。
2018年（平成30年）5月には大韓民国に韓国リョーユーパン1号店を開店した。
そして、2019年（令和元年）5月16日には「ニッポン・プレミアム・ベーカリー」がフィリピンバタンガス州で工場の操業を開始し、同年6月1日にマレーシアのコンビニエンスストア大手「マイニュース・ドットコム」と提携してクアラルンプールで工場の操業を開始するなどアジアへの進出を本格化した。

## 略歴
- 1945年（昭和20年）10月 - 終戦直後の食糧難への対応として政府が粉食を奨励したことに対応して熊本で「合資会社二葉商事製パン部」が発足[42][注 5]。
- 1950年（昭和25年）
  - 5月4日[2] - 佐賀県唐津市で資本金60万円で「唐津糧友製パン株式会社」を設立[10]。
  - 5月 - 佐賀県佐賀市に「佐賀糧友製パン株式会社」を設立[45]。
- 1956年（昭和31年）7月 - 福岡県北九州市八幡区折尾町に「東和食品協同組合」を設立[46]。
- 1960年（昭和35年）2月1日 - 「合資会社二葉商事製パン部」から分離独立する形で資本金300万円で「二葉製パン株式会社」を設立[47]。
- 1961年（昭和36年）1月 - 福岡工場の前身、「糧友製パン株式会社」を設立[12]。
- 1962年（昭和37年） - リンゴ風味のクリームパン「ヤキリンゴ」を発売[48]。
- 1964年（昭和39年）
  - 1月24日 - 「ユニオン食品工業株式会社」を設立[49]
  - 11月1日 - 「ユニオン食品工業株式会社」が操業を開始[50]。
  - 12月 - 「株式会社糧友」を設立[13]。
- 1966年（昭和41年） - 「株式会社糧友」が東松浦郡相知町にアイスクリーム工場を開設[14]。
- 1967年（昭和42年）
  - 4月 - 佐賀県唐津市に「糧友食産株式会社」を設立[51]。
  - 8月 - 「ユニオン食品工業株式会社」へ資本参加[15]。
  - 「糧友グループ事業協同組合」を設立[5]。
- 1968年（昭和43年）
  - 糧友グループの社長に北村政男が就任。
  - 北九州市の「東和食品」を買収[16]。
- 1969年（昭和44年）
  - 11月 - 「佐賀糧友製パン株式会社」へ資本参加[15]。
  - 12月 - 焼き立てパンを販売するベーカリー1号店として福岡市に「マルメ荒江店」を開店[52]。
- 1970年（昭和45年）3月 - 低価格のベーカリーとして「リスドォル春日原店」を開店[52]。
- 1971年（昭和46年）9月 - 「糧友食産株式会社」を「糧友フーズ株式会社」に社名変更[53]。
- 1972年（昭和47年） - 「糧友フーズ株式会社」が東松浦郡相知町に相知工場を開設[14]。
- 1974年（昭和49年）
  - 4月 - 「ヤマキ製菓株式会社」を設立[広報 2]。
  - 菓子パンの「マンハッタン」を発売[3]。
- 1976年（昭和51年）
  - 1月 - 「二葉製パン」が食パンの完全自動化工場として植木工場を開設[54]。
  - 10月 - 佐賀県唐津市に「ヤマキフーズ株式会社」を設立[広報 2]。
- 1977年（昭和52年）
  - 3月 - 唐津市に「糧友奨学基金」を寄付[55]。
  - 8月 - 現在まで使われているシンボルキャラクター「リョーちゃん」誕生[広報 2]。
- 1978年（昭和53年）12月 - 「学校法人糧友学園糧友幼稚園」を設立[広報 2]。
- 1979年（昭和54年）11月 - 熊本市の製パン業・「二葉製パン株式会社」と同社の子会社の福岡市の「フタバベーカリー」を吸収合併。
- 1980年（昭和55年）
  - 8月 - （2代目）福岡工場に管理本部と営業部門が入居し、本社機能が唐津市から事実上移転[20]。
  - 8月 - （2代目）福岡工場が試運転開始[56]。
  - 9月 - （2代目）福岡工場が本格嫁働[56]。（初代）福岡工場は閉鎖[56]。
  - 9月 - 「株式会社糧友フーズ」を「株式会社ヤマキ」に社名変更。
- 1981年（昭和56年）9月 - 「日本ローマンミール」と九州地区での全粒粉パンの製造・販売のライセンス契約を締結[57]。
- 1982年（昭和57年）
  - 3月 - 大分市の山内食糧と共同出資で「ヤマウチパン」を設立[58]。
  - 5月1日 - 山内食糧から中判田工場とその製パン事業の営業権を買収[21]。
  - 9月 - 山内食糧と共同出資で設立した「ヤマウチパン」を「糧友大分」に社名変更し、糧友グループに吸収合併[23]。
- 1983年（昭和58年）
  - 3月 - 長崎市の製パンメーカー・「東洋軒産業」の卸売部門を取得[24]。
  - 7月1日 - 宮崎県延岡市の「寿堂パン」と業務提携[25]。
- 1984年（昭和59年）
  - 2月1日 - 鳥取県米子市の製パンメーカー「三共堂」を吸収合併[26]。
  - 10月 - 「糧友スポーツプラザ」を開業[59]
  - 9月5日 - 海外進出1号店として、香港・キングスロードのショッピングセンター「シティ·プラザ」1階に開店[37]。
- 1986年（昭和61年）
  - 3月 - オーストラリアシドニー市の「オートベーク社」と業務提携[32]。
  - 3月 - 熊本県上益城郡甲佐町に「ヤマキ株式会社」を設立。
  - 8月5日 - 春日市の西日本鉄道春日原駅前にオートベーク第1号店の春日原店を開店[31]。
- 1988年（昭和63年）
  - 8月 - 「糧友麵包台湾股份有限公司」を設立[38]。
  - 8月 - （2代目）山口工場が竣工[27]。
  - 11月20日 - いずみ祇園店内に「グランペール」祇園店を開店し、広島へ進出[28]
- 1993年（平成5年）12月 - 宮崎県宮崎市の第一食品を買収[35][60]。
- 1994年（平成6年）
  - 4月 - 別法人であった唐津糧友製パン株式会社、株式会社糧友福岡、株式会社糧友佐賀、糧友製パン株式会社、株式会社糧友山口の5社が合併し、株式会社リョーユーパンとして発足[広報 2]。
  - 4月 - ヤマキフーズ株式会社、株式会社ヤマキ、ヤマキ株式会社の3社を合併し、株式会社ヤマキフーズとして発足[広報 2]。
  - 4月 - ヤマキ製菓株式会社と株式会社糧友が合併し、ヤマキ製菓株式会社として発足[広報 2]。
  - 8月 - 東京事務所を開設[広報 2]。
- 1995年（平成7年）12月21日 - 新熊本工場操業開始[61]。
- 2002年（平成14年）4月 - 約250億円の負債を抱え、商工組合中央金庫の指導を受けた再建計画を開始[62]。
- 2006年（平成18年）4月 - 四国営業所を開設[広報 2]。
- 2015年（平成27年）10月 - 九州産の小麦やバター・ミルクを使用した食パンの「九州育ち」を発売[1]。
- 2017年（平成29年）
  - 1月15日 - ベトナムホーチミン市の大型ショッピングモールに「RYOYU BAKERY（リョーユー・ベーカリー）」を開店[40]。
  - 7月 - 双日やフィリピンの卸売企業と合弁で「ニッポン・プレミアム・ベーカリー」を設立[41]。
- 2018年（平成30年）5月 - 韓国リョーユーパン1号店を開店[広報 2]。
- 2019年（令和元年）
  - 5月16日 - 「ニッポン・プレミアム・ベーカリー」がフィリピンバタンガス州で工場の操業を開始[41]。
  - 6月1日 - マレーシアのコンビニエンスストア大手「マイニュース・ドットコム」と提携し、クアラルンプールで工場の操業を開始[41]。

## 事業所
- 本社・（2代目）福岡工場（福岡県大野城市旭丘1丁目7-1）

1980年（昭和55年）9月本格嫁働。
敷地面積33,660m2、延べ床面積10,300m2（第1期）。
- 熊本工場（熊本県熊本市北区植木町舞尾671[64]）

1976年（昭和51年）1月に二葉製パンが食パンの完全自動化された植木工場として開設した。
敷地面積26,000m2、延べ床面積4,144m2
- 唐津工場（佐賀県唐津市和多田町4746[65]）

菓子パンの生産を担当。
- （2代目）山口工場（山口県山口市下小鯖3752）

1988年（昭和63年）8月竣工。
敷地面積15,000m2、鉄筋コンクリート造平屋一部二階建て・延べ床面積8,126m2。
食パン・菓子パン・カステラ類を製造。
- （2代目）佐賀工場（佐賀県神埼市神埼町姉川2100）

- 糧友スポーツプラザ（佐賀県佐賀市末広1-9-38[67]）

1989年（平成元年）3月開設。

### 過去に存在した事業所
- （初代）福岡工場（福岡県大野城市下大利[56]）

1980年（昭和55年）9月の（2代目）福岡工場が本格嫁働に伴って閉鎖された。
建替えて、「リスドォル」のセントラル工場と米飯・総菜・サンドイッチなどを製造するデリカ工場が建設されることになり、「ヤマキ福岡工場」（鉄骨一部2階建て2棟・,延べ床面積2,965m2）として開設された。
- 飯塚工場（福岡県飯塚市伊川574-1[50]）

1964年（昭和39年）11月1日操業開始。
敷地面積7,867m2。
- （初代）佐賀工場（佐賀市末広一丁目[72]）

1970年（昭和45年）8月25日にボイラー室から出火し、工場建屋2棟約1,343m2が全焼した。
跡地には「糧友スポーツプラザ」を1984年（昭和59年）10月に開設した。
- 大分工場[75]

- 二葉製パン本社[76]・新町工場[77]（熊本県熊本市新町1-4-4[76][77]）

- 二葉製パン本社・清水工場（熊本県熊本市清水町高平1123[78]）

敷地面積13,200m2、延べ床面積3,200m2
開設当時は西日本一の自動化製パン工場と言われていた。
- 二葉製パン田崎工場（熊本県熊本市春日町376-1[64]）

- 姪浜ボウル（福岡市西区姪浜町630[80]）

唐津糧友製パンが運営していた。

## グループ会社
- ヤマキフーズ株式会社（1967年（昭和42年）4月に糧友食産株式会社設立[51]）

### 海外のグループ会社
- 糧友麵飽有限公司(香港)（1984年（昭和59年）設立[37]）

1984年（昭和59年）9月5日に海外進出1号店として、香港・キングスロードのショッピングセンター「シティ·プラザ」1階に開店した。
1986年（昭和61年）に湾仔店、1987年（昭和62年）に屯門店、1990年（平成2年）に何文田店を出店した。
100%出資子会社
- 糧友麵包台湾股份有限公司（1988年（昭和63年）8月設立[38]、資本金2000万台湾ドル[39]）

馥園食品有限公司のベーカリー部門の台北市内にある3店舗を買収した。
台湾·台北市で焼き立てパンフレッシュ·ベーカリーの3店舗を1988年（昭和63年）10月2日に開設した。
100%出資子会社
- ニッポン・プレミアム・ベーカリー（2017年（平成29年）7月設立[41]）

2019年（令和元年）5月16日操業開始。
双日やフィリピンの卸売企業と合弁で設立。

### 過去に存在したグループ会社
- 唐津糧友製パン株式会社（佐賀県唐津市和多田町4746[2][82]、1950年（昭和25年）5月4日設立[2]）
- 唐津製麵有限会社（佐賀県唐津市江川町673[82]）

- 佐賀糧友製パン株式会社（佐賀県佐賀市鍋島町935[82]、1950年（昭和25年）5月設立[45]）

かつては、発行済み株式のうち、糧友食品（現・フランソア）が40％、唐津糧友製パン（現・当社）が20％を保有していた。
- 株式会社糧友（佐賀県東松浦郡相知町牟田部[13]、1964年（昭和39年）12月設立[13]）

- 東和食品協同組合（福岡県北九州市八幡区折尾町倉ヶ谷2385[46]、1956年（昭和31年）7月設立[46]）

- 株式会社糧友伊万里工場（佐賀県伊万里市新天町488[84]）

- 糧友製パン株式会社（福岡県筑紫郡大野町下大利174-1[12][85]、1961年（昭和36年）1月設立[12]）

- 株式会社糧友飯塚工場（福岡県飯塚市伊川574-1[50][86]、1964年（昭和39年）1月24日設立[49]）

7社が統合する形で設立された旧・ユニオン食品工業株式会社。
- 二葉製パン株式会社（熊本県熊本市清水町高平1123[78]、1960年（昭和35年）2月1日設立[42]）

1945年（昭和20年）10月に終戦直後の食糧難への対応として政府が粉食を奨励したことに対応して「合資会社二葉商事製パン部」として発足し、1960年（昭和35年）2月1日に分離独立する形で設立された。
当社の傘下入り直前には、宮崎県を除く九州全域に営業網を持ち、当社と池田製菓・山崎製パンに次ぐ九州地区4位のシェアを持つ製パンメーカーとなっていた。
1979年（昭和54年）末に資本参加して子会社の「フタバベーカリー」と共に系列化した。
- フタバベーカリー（福岡県福岡市[17]）

1979年（昭和54年）末に親会社の「二葉製パン」と共に系列化した。
- 第一食品（宮崎県宮崎市芳土字祝田941[88]）

1963年（昭和38年）に宮崎県内のパン屋数店が共同で設立。
親会社である熊本製粉から買収。第一食品の従業員のうち約200名は引き継いで糧友製パン宮崎工場とし、糧友製パン宮崎営業所を同工場内に統合。
- 株式会社リョーユーチェーンサポートシステム

「Rショップ/RIC」としてコンビニエンスストアをチェーン展開し、1993年（平成5年）時点で福岡県内では第5位の73店舗を展開していた。
1999年（平成11年）11月に寿屋系の「コトブキヤ・コンビニエンスシステムズ」や「九州地域スパー本部」と持ち株会社「九州コンビニエンスシステムズ」を設立して傘下に入り、経営統合した。
2000年（平成12年）6月20日にココストアと業務提携し、2001年（平成13年）6月に九州コンビニエンスシステムズの全株式をココストアに譲渡。
- 株式会社カルベル（福岡市西区[93]）

鳥越製粉の子会社であったが、1981年（昭和56年）2月5日に当社が買収して傘下に入れることで合意した。
高級フランスパンのオンプレミス方式のベーカリーで、糧友グループの焼き立てパン店事業で最も高級なパンや菓子を扱っていた。

## 焼き立てパン店
1988年（昭和63年）11月末時点で九州最大の186店を出店していたが、赤字店の閉鎖を進めた結果2017年（平成29年）には約60店舗まで減少した。
- マルメ

1969年（昭和44年）12月に当社初の焼き立てパンを販売するベーカリーとして開店させた業態。
- カルベル

鳥越製粉の子会社を1981年（昭和56年）に買収して傘下に入れた高級フランスパンのオンプレミス方式のベーカリーで、糧友グループの焼き立てパン店事業で最も高級なパンや菓子を扱っていた。
- リスドオル

1970年（昭和45年）3月に「マルメ」より低価格のベーカリーとして開店させた業態。
- グランペール[30]
- プルネール[52]
- ベルボアーズ[52]

## 主な商品
- 食パン
  - 超美撰（ちょうめいせん） - 1998年（平成10年）4月の全国の食パン販売ランキングで当社でトップの19位に入った[94]。
- 菓子パン
  - マンハッタン - 1974年（昭和49年）の発売以来当社の売り上げ上位を維持し続け[3]、九州のソウルフードとなっている[4]。
  - ヤキリンゴ - 1962年（昭和37年）発売のリンゴ風味のクリームパン[48]。元となった長崎・東洋軒の商品はクリームと一緒に本物の焼きりんごが入っているが、当社の製品には入っていない[48]。
  - 銀チョコ - 定番化した人気商品[16]。
  - チーズデンマーク - チーズ風味のマヨネーズソースが入ったパン[48]。
  - カステラサンド - ウェハースでバタークリームとスポンジケーキを挟み込んであるパン[48]。